# 圣谢尔热拉塞尔
圣谢尔热拉塞尔（法語：Saint-Cierge-la-Serre，法語發音：[sɛ̃ sjɛʁʒ la sɛʁ]）是法国阿尔代什省的一个市镇，属于普里瓦区。

## 地理
圣谢尔热拉塞尔（44°47'37"N, 4°41'12"E）面积16.2 平方千米，位于法国奥弗涅-罗讷-阿尔卑斯大区阿尔代什省，该省份为法国东南部内陆省份，北起顺时针与卢瓦尔省、伊泽尔省、德龙省、沃克吕兹省、加尔省、洛泽尔省和上盧瓦爾省接壤。
与圣谢尔热拉塞尔接壤的市镇（或旧市镇、城区）包括：龙蓬、埃里约河畔圣福蒂纳、圣于连昂圣阿尔邦、圣洛朗迪帕普、圣樊尚德迪尔福。
圣谢尔热拉塞尔的时区为UTC+01:00、UTC+02:00（夏令时）。

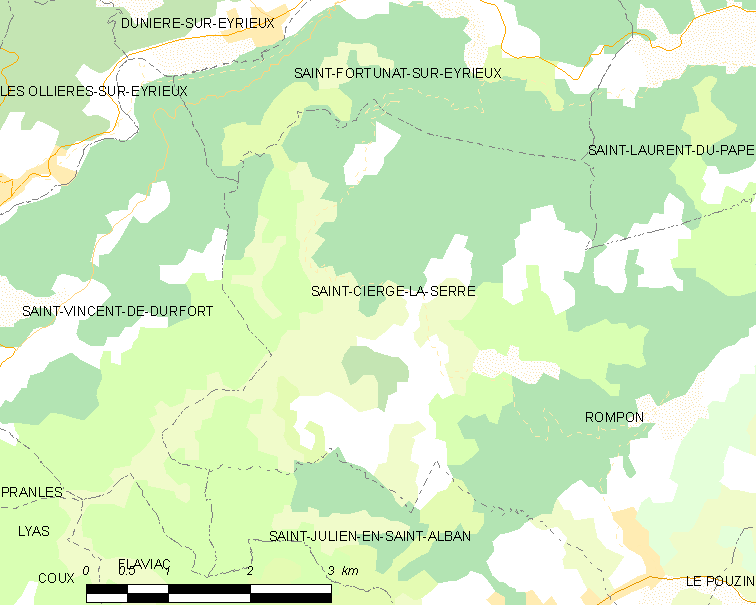
圣谢尔热拉塞尔的OSM定位图

## 行政
圣谢尔热拉塞尔的邮政编码为07800，INSEE市镇编码为07221。

## 政治
圣谢尔热拉塞尔所属的省级选区为罗讷-埃里约县。

## 人口

1962-2008年间圣谢尔热拉塞尔人口变化图示

圣谢尔热拉塞尔于2022年1月1日时的人口数量为246人。